# Brünyi Béla
Brünyi Béla (Maglód, 1948. április 17. –) labdarúgó, kapus, sportvezető.

## Pályafutása

### Sportvezetőként
1985-től az MTK-VM illetve az MTK labdarúgó-szakosztályának vezetője volt. 1987 és 1989 között az MLSZ titkára volt.

## Sikerei, díjai
- Magyar bajnokság
  - 3.: 1977–78
- Közép-európai kupa (KK)
  - győztes: 1974